# Peter Wirz
Peter Wirz (* 29. července 1960) je bývalý švýcarský atlet, běžec na střední tratě, halový mistr Evropy v běhu na 1500 metrů z roku 1984.

## Sportovní kariéra
V roce 1979 získal bronzovou medaili v běhu na 1500 metrů na mistrovství Evropy juniorů. Při startu mezi dospělými na evropském halovém šampionátu v této disciplíně v roce 1983 skončil čtvrtý, v následující sezóně se stal halovým mistrem Evropy v této disciplíně. V olympijském finále běhu na 1500 metrů v Los Angeles v roce 1984 skončil první.